# Laixa Dvali
Laixa Dvali   (Tbilisi, 14 de maig de 1995) és un futbolista professional georgià que juga com a central o lateral esquerre a l'APOEL de la primera divisió xipriota i a la selecció georgiana de futbol.

## Trajectòria
Laixa Dvali va iniciar-se a l'escola de futbol del Saburtalo de Tbilsi, tot i que més endavant va canviar al futbol base del FC Rustavi. Sense arribar a debutar al primer equip, va fitxar per l'Skonto Riga, de la primera divisió de Letònia, on va jugar el seu primer partit professional el 14 de juliol de 2014 contra el Daugava Riga, contribuint a la victòria per 5 gols a zero amb dues assistències. Mesos després va fitxar pel Reading de l'Championship anglesa on, sense arribar a debutar, va enllaçar dues cessions consecutivament. La primera va ser de retorn a l'Skonto de Riga i la segona al Kasımpaşa, de la lliga turca.
En acabar contracte va signar per un any amb el Diusburg, de la 2.Bundesliga. Sense jugar gaire minuts i abans d'acabar el contracte va marxar a l'Śląsk Wrocław, de la primera divisió polonesa, on va jugar uns quants partits però no va arribar a tenir mai el rol de titula indiscutible. El març de 2017 va ser cedit per tres mesos a l'Ertis Pavlodar de la lliga del Kazakhstan. En tornar a Polònia, va fitxar pel Pogoń Szczecin, on va aconseguir afiançar-se a la defensa.
El 30 de gener de 2019, Dvali va fitxar pel Ferencváros. El 16 de juny de 2020, es va proclamar campió de la lliga hongaresa de futbol 2019-20 amb el Ferencváros en vèncer el Budapest Honvéd. Va ser la primera de les tres lligues que va guanyar consecutivament amb el club de la capital.
El juliol de 2022, Dvali va fitxar pel club xipriota APOEL de Nicòsia com a agent lliure amb un acord d'un any,. que va renovar en acabar la temporada. A la seva segona temporada a la capital de Xipre, va aconseguir guanyar la lliga.

### Estadístiques
| Skonto Riga FC · Letònia | 1a            | 2013          | 3   | 0  | —  | — | 2  | 0 | 5   | 0  |
| Skonto Riga FC · Letònia | 1a            | 2014          | 32  | 3  | 4  | 0 | —  | — | 36  | 3  |
| Skonto Riga FC · Letònia | Total         | Total         | 35  | 3  | 4  | 0 | 2  | 0 | 41  | 3  |
| Kasımpaşa S. K. · Turquia | 1a            | 2014-15       | 10  | 0  | —  | — | —  | — | 10  | 0  |
| Kasımpaşa S. K. · Turquia | Total club    | Total club    | 10  | 0  | 0  | 0 | 0  | 0 | 10  | 0  |
| MSV Diusburg · Alemanya | 2.ª           | 2015-16       | 1   | 0  | —  | — | —  | — | 1   | 0  |
| MSV Diusburg · Alemanya | Total club    | Total club    | 1   | 0  | 0  | 0 | 0  | 0 | 1   | 0  |
| Śląsk Wrocław · Polònia | 1a            | 2015-16       | 15  | 1  | —  | — | —  | — | 15  | 1  |
| Śląsk Wrocław · Polònia | 1a            | 2016-17       | 19  | 1  | 2  | 0 | —  | — | 21  | 1  |
| Śląsk Wrocław · Polònia | Total club    | Total club    | 34  | 2  | 2  | 0 | 0  | 0 | 36  | 2  |
| FC Irtysh Pavlodar · Kazakhstan | 1a            | 2017          | 16  | 0  | 1  | 0 | —  | — | 17  | 0  |
| FC Irtysh Pavlodar · Kazakhstan | Total club    | Total club    | 16  | 0  | 1  | 0 | 0  | 0 | 17  | 0  |
| Pogoń Szczecin · Polònia | 1a            | 2017-18       | 33  | 2  | 2  | 0 | —  | — | 35  | 2  |
| Pogoń Szczecin · Polònia | 1a            | 2018-19       | 13  | 1  | 1  | 0 | —  | — | 14  | 1  |
| Pogoń Szczecin · Polònia | Total club    | Total club    | 46  | 3  | 3  | 0 | 0  | 0 | 49  | 3  |
| Ferencvárosi · Hongria | 1a            | 2018-19       | 12  | 2  | 4  | 0 | —  | — | 16  | 2  |
| Ferencvárosi · Hongria | 1a            | 2019-20       | 3   | 0  | —  | — | 10 | 0 | 13  | 0  |
| Ferencvárosi · Hongria | 1a            | 2020-21       | 21  | 0  | —  | — | 6  | 0 | 27  | 0  |
| Ferencvárosi · Hongria | 1a            | 2021-22       | 4   | 0  | —  | — | 1  | 0 | 5   | 0  |
| Ferencvárosi · Hongria | Total club    | Total club    | 40  | 2  | 4  | 0 | 17 | 0 | 61  | 2  |
| APOEL Nicòsia · Xipre | 1a            | 2022-23       | 25  | 4  | 3  | 0 | —  | — | 28  | 4  |
| APOEL Nicòsia · Xipre | 1a            | 2023-24       | 19  | 3  | 1  | 0 | 6  | 1 | 26  | 4  |
| APOEL Nicòsia · Xipre | Total club    | Total club    | 44  | 7  | 4  | 0 | 6  | 1 | 54  | 8  |
| Total carrera | Total carrera | Total carrera | 226 | 17 | 18 | 0 | 25 | 1 | 243 | 18 |
| (1) Inclou dades de Copa de Letònia, Copa de Polònia, Copa del Kazakhstan, Copa d'Hongría i Copa de Xipre. (2) Inclou dades de Lliga Europa de la UEFA i Lliga de Campions de la UEFA. (3) No inclou gols a partits amistosos. |               |               |     |    |    |   |    |   |     |    |

Actualitzat a 27 de maig de 2024

## Selecció de Geòrgia
Dvali va ser convocat per a la selecció de Geòrgia l'octubre de 2014 per al partit contra Gibraltar, després de no haver pogut ser convocat per enfrontar-se a Escòcia a causa de problemes de visat.
Va debutar el 29 de març de 2015 en una eliminatòria europea contra la vigent campiona de la Copa del Món, Alemanya, substituint el lesionat Aleksandre Amisulashvili després de quatre minuts en una derrota per 0-2 a l'Boris Paichadze Dinamo Arena de la seva Tbilisi natal.
El 26 de març de 2024, Dvali va marcar el quart penal de Geòrgia en la tanda de penals contra Grècia en una victòria per 0-0 (4-2 després dels penals) que va classificar Geòrgia a la Eurocopa 2024 d'Alemanya, el primer gran torneig de la història del país.
Durant l'Eurocopa, Dvali va ser un dels fixos a les alineacions de Willy Sagnol, jugant els quatre partits de Geòrgia a la competició, on van passar la primera fase però van caure als vuitens de finals contra Espanya.

### Estadístiques
| Selecció | Any   | Partits | Gols |
| -------- | ----- | ------- | ---- |
| Geòrgia  | 2015  | 3       | 0    |
| Geòrgia  | 2016  | 2       | 0    |
| Geòrgia  | 2017  | 1       | 1    |
| Geòrgia  | 2018  | 6       | 0    |
| Geòrgia  | 2019  | 1       | 0    |
| Geòrgia  | 2020  | 3       | 0    |
| Geòrgia  | 2021  | 6       | 0    |
| Geòrgia  | 2022  | 3       | 0    |
| Geòrgia  | 2023  | 4       | 0    |
| Geòrgia  | 2024  | 7       | 0    |
| Total    | Total | 36      | 1    |

Actualitzat a 1 de juliol de 2024
Llista de gols marcats per Laixa Dvali amb la selecciò de Geòrgia.
| No | Data             | Estadi                                    | Rival   | Gol | Resultat | Competició |
| -- | ---------------- | ----------------------------------------- | ------- | --- | -------- | ---------- |
| 1. | 13 novembre 2017 | Ramaz Shengelia Stadium, Kutaisi, Georgia | Belarús | 2–1 | 2–2      | Amistós    |

## Palmarès
APOEL Nicòsia
- 1 Lliga de Xipre: 2023-24

Ferencváros
- 3 Lliga hongaresa de futbol: 2019-20, 2020-21, 2021-22
- 1 Copa hongaresa de futbol: 2020-21